# Romuald Cabaj
Romuald Cabaj (ur. 10 maja 1921 w Nowym Sączu, zm. 6 października 1968 we Wrocławiu) – prozaik, reportażysta, autor słuchowisk radiowych.

## Życiorys
Urodził się w rodzinie Romualda, pracownika kolejowego, i Marii z domu Zagórskiej. Do 1939 r. mieszkał w Nowym Sączu, gdzie kształcił się w szkole podstawowej i średniej.
W czasie okupacji niemieckiej przebywał we wsi Szczawa Górna, tam pracował w tartaku jako robotnik i pracownik kancelarii.
Wiosną 1945 r. zdał maturę w liceum humanistycznym w Nowym Sączu i zamieszkał na Dolnym Śląsku w Kamiennej Górze, gdzie pracował jako urzędnik. W 1946 r. przeniósł się do Wrocławia. Ukończył filologię polską na Uniwersytecie Wrocławskim. Od 1948 r. był redaktorem wrocławskiej rozgłośni Polskiego Radia, w latach 1950–1967 kierował redakcją literacką. W latach 1951–1968 był członkiem Związku Literatów Polskich, opiekował się tam młodymi pisarzami. 

Jego debiut prasowy miał miejsce w 1947 r. (wiersz Marzenie opublikowany w „Dzienniku Literackim” nr 10), książkowy natomiast w roku 1955 (Ballada bolkowska). Swoje utwory publikował na łamach „Słowa Polskiego” (1955–1956), „Nowych Sygnałów” (1956–1957). W latach 1958–1968 współpracował z miesięcznikiem „Odra”. Jest autorem ok. 1000 audycji radiowych oraz powieści i opowiadań, m.in. Prawdziwe nieprawdziwe (1955), Trzebienie lasu (1967).

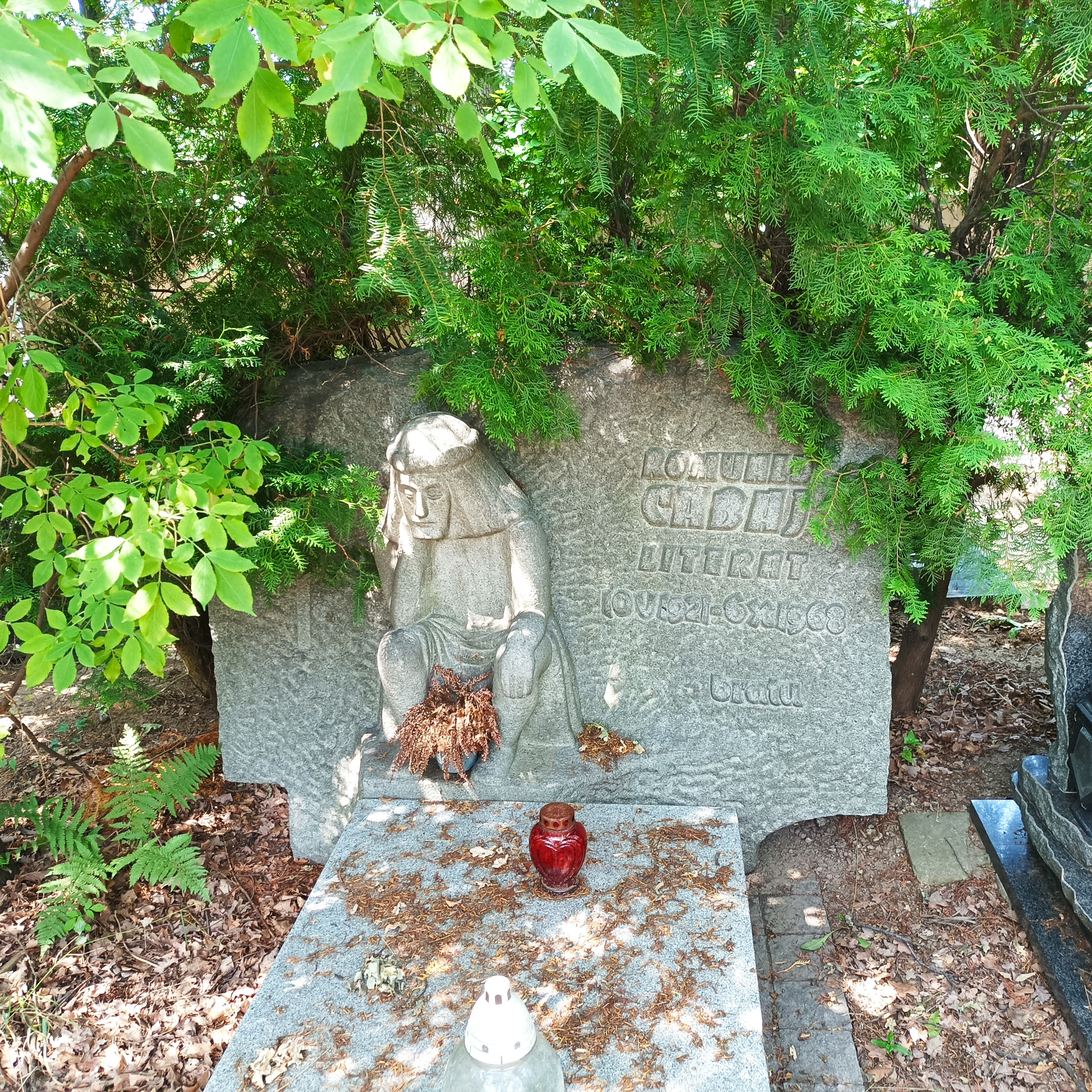
Grób Romualda Cabaja na cmentarzu Osobowickim we Wrocławiu

Zmarł we Wrocławiu, pochowany na cmentarzu Osobowickim (pole 42, rząd 2 od ogrodzenia, grób 273).

## Publikacje
- Ballada bolkowska : opowieść, Warszawa : „Czytelnik”, 1955.
- Prawdziwe nieprawdziwe : dolno-śląskie legendy i baśnie ludowe, Wrocław : Zakład Narodowy im. Ossolińskich, 1955.
- Nihil novi, Wrocław : „Ossolineum”, 1959.
- Malsupra Silezio hierau kaj hodiau, Wrocław : Zakład Narodowy im. Ossolińskich Wydawnictwo PAN, 1960.
- Rozdział pierwszy, Wrocław : „Ossolineum”, 1962.
- Trzebienie lasu : powieść, Katowice : „Śląsk”, 1967.
- Nie umiem zapomnieć, Katowice : „Śląsk”, 1968.
- Jesień : powieść, Katowice : „Śląsk”, 1971.

## Ordery i odznaczenia
- Krzyż Kawalerski Orderu Odrodzenia Polski (1963)[1]
- Złoty Krzyż Zasługi (1954)[2]

## Nagrody
- II nagroda w Dolnośląskim Wojewódzkim Konkursie Literackim za opowiadanie Strumień (1946)
- Wojewódzka Nagroda Artystyczna (1952)
- Nagroda literacka miasta Wrocławia (1956)

Źródło:.